# Bolesław Młodziński
Bolesław Młodziński (ur. 1919, zm. 15 czerwca 1991 w Warszawie) – polski chemik, profesor nadzwyczajny Politechniki Warszawskiej.

## Życiorys

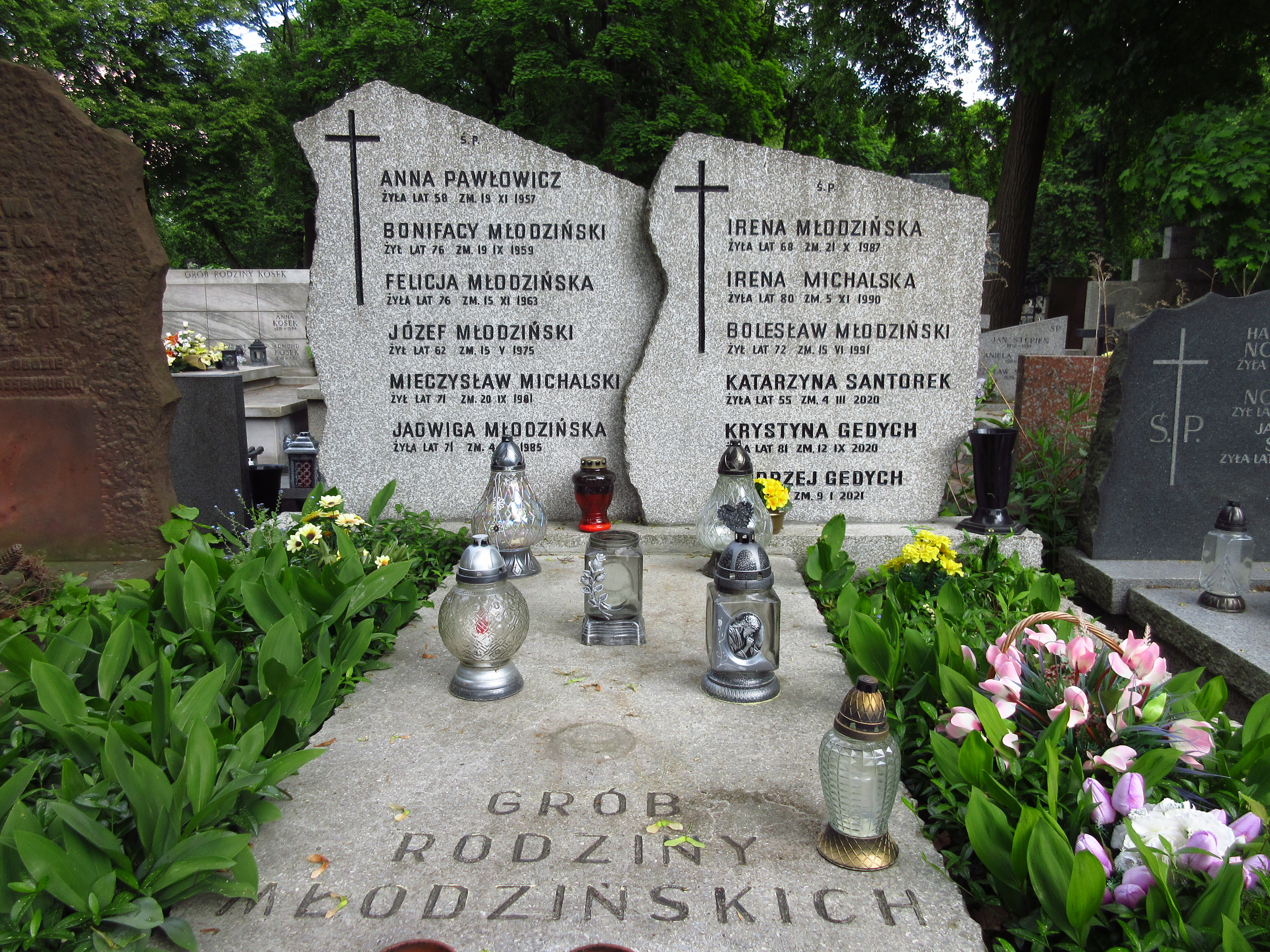
Grób Bolesława Młodzińskiego na cmentarzu Bródnowskim w Warszawie

Syn Bonifacego. Związany zawodowo z Instytutem Inżynierii Chemicznej. Wspólnie z prof. dr Januszem Ciborowskim i inż. Jerzym Nuszkiewiczem prowadził badania w zakresie spalania rud siarkonośnych metodą fluidyzacji.
Członek Naczelnej Organizacji Technicznej, Członek Honorowy SITPChem.
Zmarł 15 czerwca 1991 w Warszawie, pochowany 21 czerwca 1991 na cmentarzu Bródnowskim (kwatera 77A-6-13).

## Ordery i odznaczenia
- Złoty Krzyż Zasługi (10 lipca 1954)[1]
- Medal 10-lecia Polski Ludowej (1 czerwca 1955)[6]
- Medal im. Prof. Wojciecha Świętosławskiego (1984)

## Nagrody
- Nagroda Państwowa II stopnia (zespołowa) za wprowadzenie do przemysłu polskiego metody fluidyzacyjnej i zrealizowanie jej na skalę techniczną w zakresie spalania rud siarkonośnych (1955)[7]